# Günter Scharein
Günter Scharein (né le 27 avril 1949 à Bassum) est un peintre allemand.

## Biographie
Après son abitur, il va en 1969 à l'école des beaux-arts de Hambourg auprès de Fritz Seitz et de Bazon Brock (de) puis de Sarrebruck auprès d'Oskar Holweck. En 1979, il vient à Berlin pour finir de se former auprès de Herbert Kaufmann et Johannes Geccelli (de). Il devient enseignant dans la capitale puis abandonne ce métier en 1988 pour se consacrer à son travail.

## Œuvre
Carton
Avant même d'entrer aux beaux-arts, Scharein conçoit une série contrastée en noir et blanc. Partant du carré, il développe le contraste à travers des modifications optiques reproduisant le mouvement.
Sérigraphie
Scharein n'utilise pas la sérigraphie pour la multiplication ou la superposition. L'artiste créé des tableaux uniques avec des bandes horizontales et verticales méticuleusement disposées. Ce tissage de couleur jaune, rouge, vert et bleu donne un plan dense qui donne à distance un mouvement rythmique montant et descendant à la couleur. En y regardant de plus près, il y a une microstructure de milliers de lignes fines de couleur plus ou moins larges.
Couleurs
À la fin des années 1970, Scharein abandonne la sérigraphie pour travailler au pinceau avec lequel il peut explorer la profondeur spatiale de la couleur. Il passe d'abord de la ligne à la bande. Il développe d'abord le contraste complémentaire entre le rouge et le vert. En parallèle, il conçoit des peintures plus chromatiques s'inspirant de la technique du pointillisme, multipliant les superpositions de différentes couleurs. De loin les tableaux semblent monochromes, de près on se rend compte de la superposition homogène. Certains tableaux peuvent se composer de dix-sept couleurs sur un cm².
Retables
Au cours des années 1980, la peinture de Scharein s'inspire d'œuvres religieuses, mystiques, en particulier le Retable d'Issenheim. Il développe davantage l'influence de la lumière et la pose côte à côte de tableaux monochromes se rapprochant des artistes plus connus tels que Mark Rothko, Barnett Newman ou Ad Reinhardt.

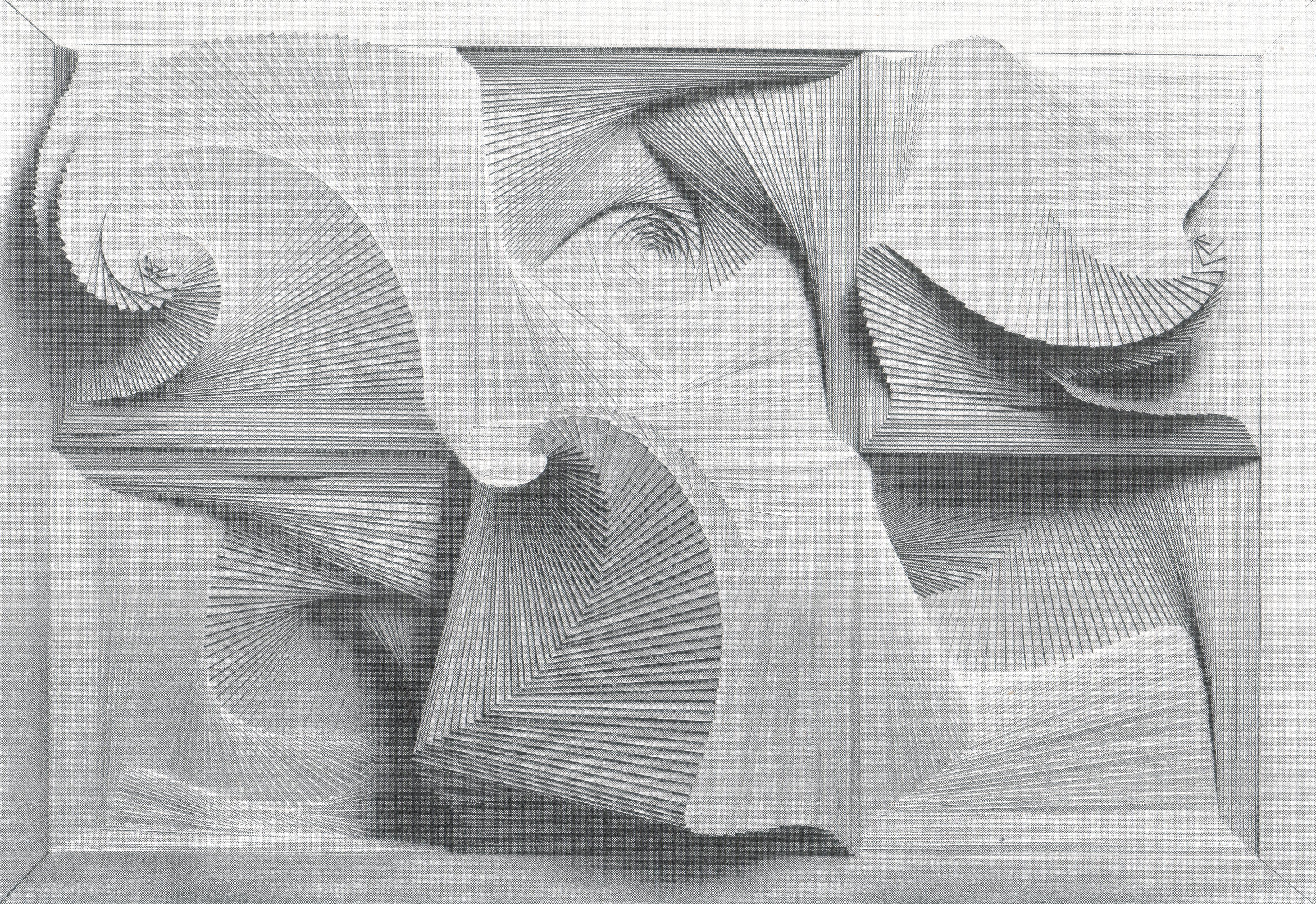
Six variations libres, 1974
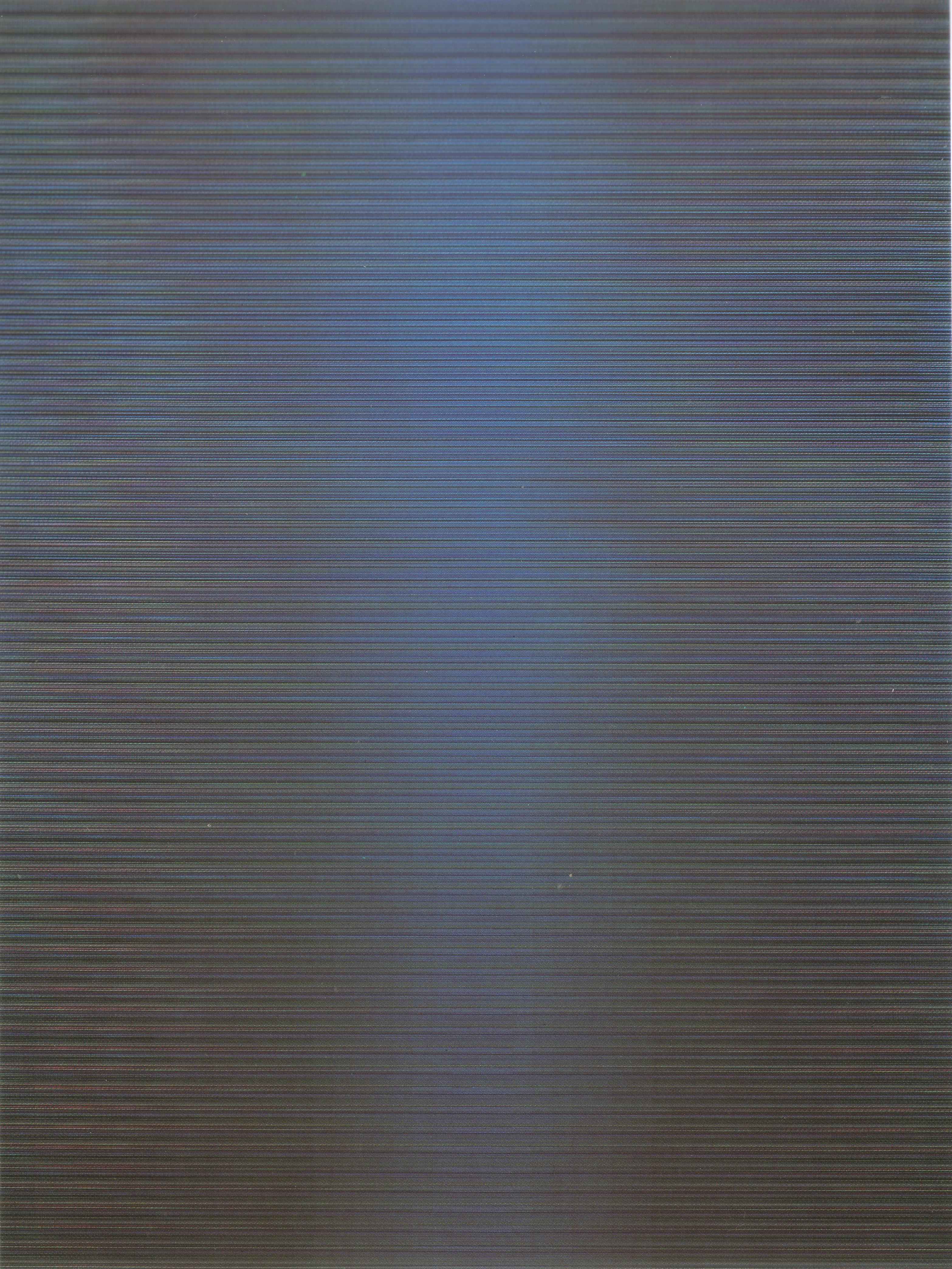
Croix du passé, (détail) 1982
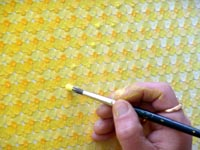
Points de couleur placés comme une grille
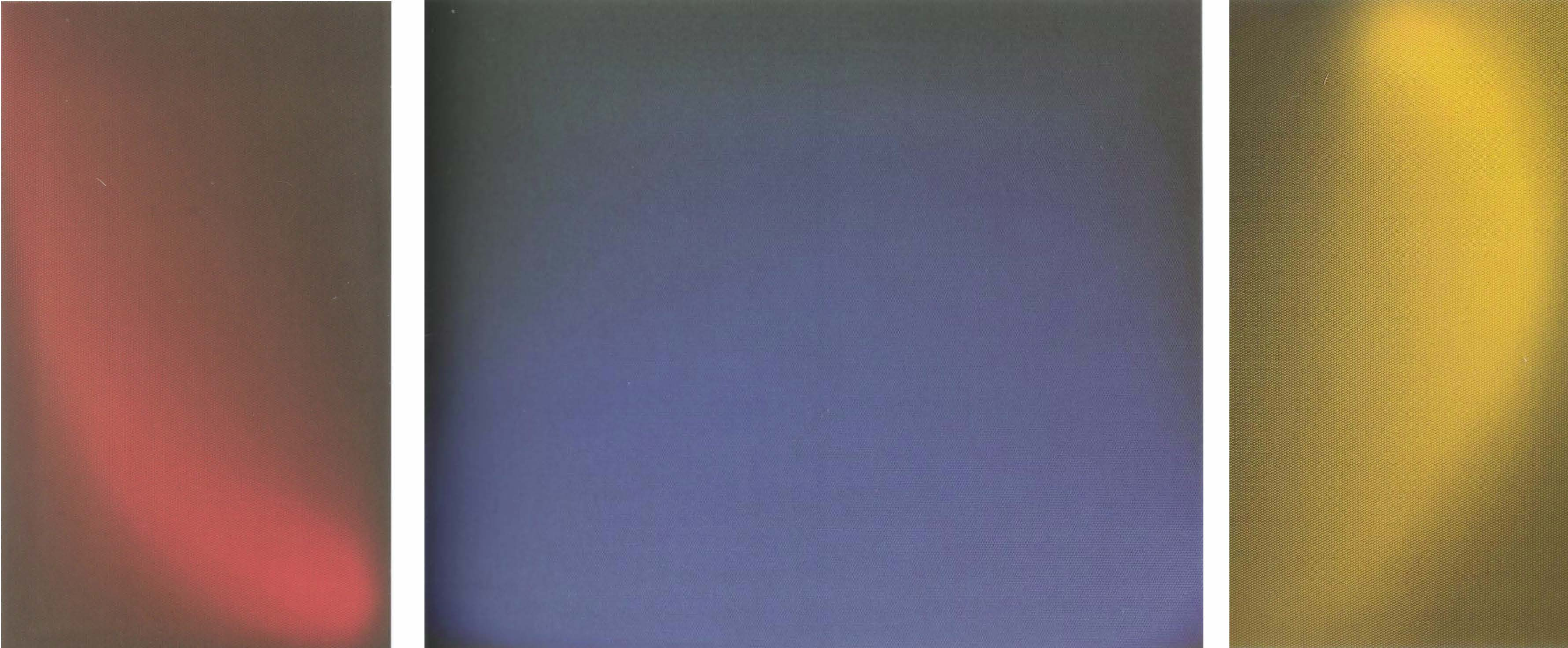
Maître Mathis, 1983-1985
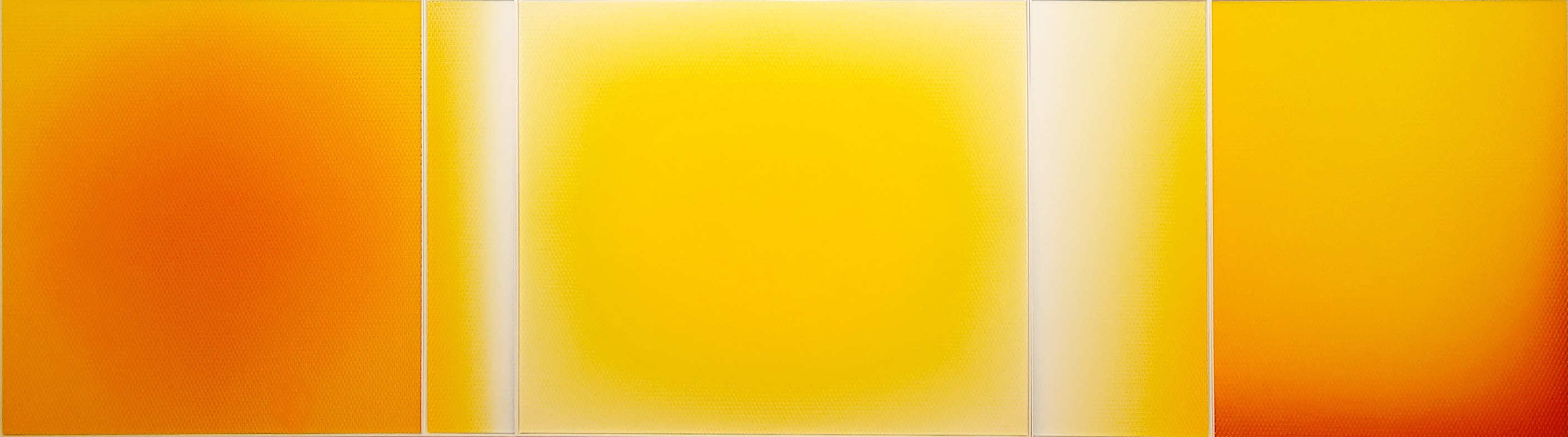
Symphonie en jaune, mai 2003